# Robert Wazinger
Robert Wazinger (* 23. August 1966 in Wattens) ist ein ehemaliger österreichischer Fußballspieler auf der Position eines Abwehrspielers. In den Jahren 1989 und 1990 sowie 2000 bis 2002 wurde er fünf Mal österreichischer Meister mit dem FC Tirol Innsbruck. Des Weiteren stieg er 2002/03 mit der SpG Wattens/Wacker Tirol von der drittklassigen Regionalliga West in die zweitklassige Erste Liga auf und schaffte von dort 2003/04 mit dem wieder als FC Wacker Tirol auftretenden Klub den Aufstieg in die österreichische Bundesliga. Seit 2008 ist er als Co-Trainer bei der WSG Tirol (bis 2019 WSG Wattens), bei der er kurzzeitig auch als Interimstrainer in Erscheinung trat, tätig.
Heute (Stand: November 2015) lebt Wazinger, der von den Fans auch liebevoll Wazi oder Wazinho genannt wurde, in Volders.

## Erfolge
- 5× Österreichischer Meister: 1988/89, 1989/90, 1999/2000, 2000/01 und 2001/02
- 2× Österreichischer Pokalsieger: 1988/89 und 1992/93
- 1× Meister der Ersten Liga: 2003/04
- 1× Meister der Regionalliga West: 2002/03